# Следнево (Дорогобужский район)
Следнево — деревня в Смоленской области России, в Дорогобужском районе. Население — 55 жителей (2007 год). Расположена в центральной части области в 27 км к юго-востоку от Дорогобужа, в 22 км к северо-востоку от Ельни. Входит в состав Ушаковского сельского поселения. Автобусное сообщение с Дорогобужем.

## История
Известно как минимум с 1621 года (как село с Воскресенской церковью). В 1737 году в деревне Д.А. Шепелевым построена каменная Покровская церковь. Ранее носило название Исленьево в честь одного из владельцев. В своё время селом владели Исленьевы, Дубинские, Каминские, Цыклеры, графы Шереметевы, Шепелевы, Хлюстины, Базилевские. В конце XIX века в селе была церковно-приходская школа, рогожная фабрика. В 1904 году в селе было 263 жителя.

## Достопримечательности
- Церковь Покрова Богородицы

В деревне родились:
- Один из первых русских авиаконструкторов В. А. Слесарев[2]
- Известный в Советское время зоолог, автор идеи создания биосферных заповедников В. В. Станчинский[3].